# NGC 4557
NGC 4557 је тројна звезда у сазвежђу Береникина коса која се налази на NGC листи објеката дубоког неба.
Деклинација објекта је + 27° 3' 14" а ректасцензија 12h 35m 49,7s. Привидна величина (магнитуда) објекта NGC 4557 износи 13,2.